# Bistrița Vâlceană
Die Bistrița Vâlceană ist ein rechter Nebenfluss des Olt im Kreis Vâlcea in Rumänien.

## Flussverlauf
Die Bistrița Vâlceană beginnt im Căpățânii-Gebirge und bildet eine der engsten Schluchten Rumäniens sowie einige schöne Höhlen. Sie fließt durch die Dörfer Bistrița, Costești, Bălțățeni, Tomșani, Foleștii de Jos, und Frâncești. Sie ist 50 km lang und ihr Einzugsgebiet ist 355 km² groß. Sie mündet bei Băbeni in den Olt.

## Nebenflüsse
Folgenden Flüsse sind Nebenflüsse der Bistrița Vâlceană (von der Quelle bis zur Mündung):
- Links: Costești und Otăsău
- Rechts: Valea Rece, Cuca, Gurgui, Bistricioara und Iazul Morților

## Sägewerk
Beim Dorf Bistrița gab es ein Sägewerk (fabrica de cherestea), das Arnota genannt wurde. Es verarbeitete Holz aus den Wäldern im Tal der Bistrita Vâlceană und im oberen Becken des Flusses Olt. In den 1940er Jahren stieg die Zahl der Fabrikarbeiter allmählich auf 150–160. Das Sägewerk hatte vier Abteilungen: das Rundholzlager, die Sägewerkshalle (in der zwei Gattersägen sowie eine Balken- und drei Kreissägen standen), das Schnittholzlager und den Schnittholzversand.

## Waldbahn

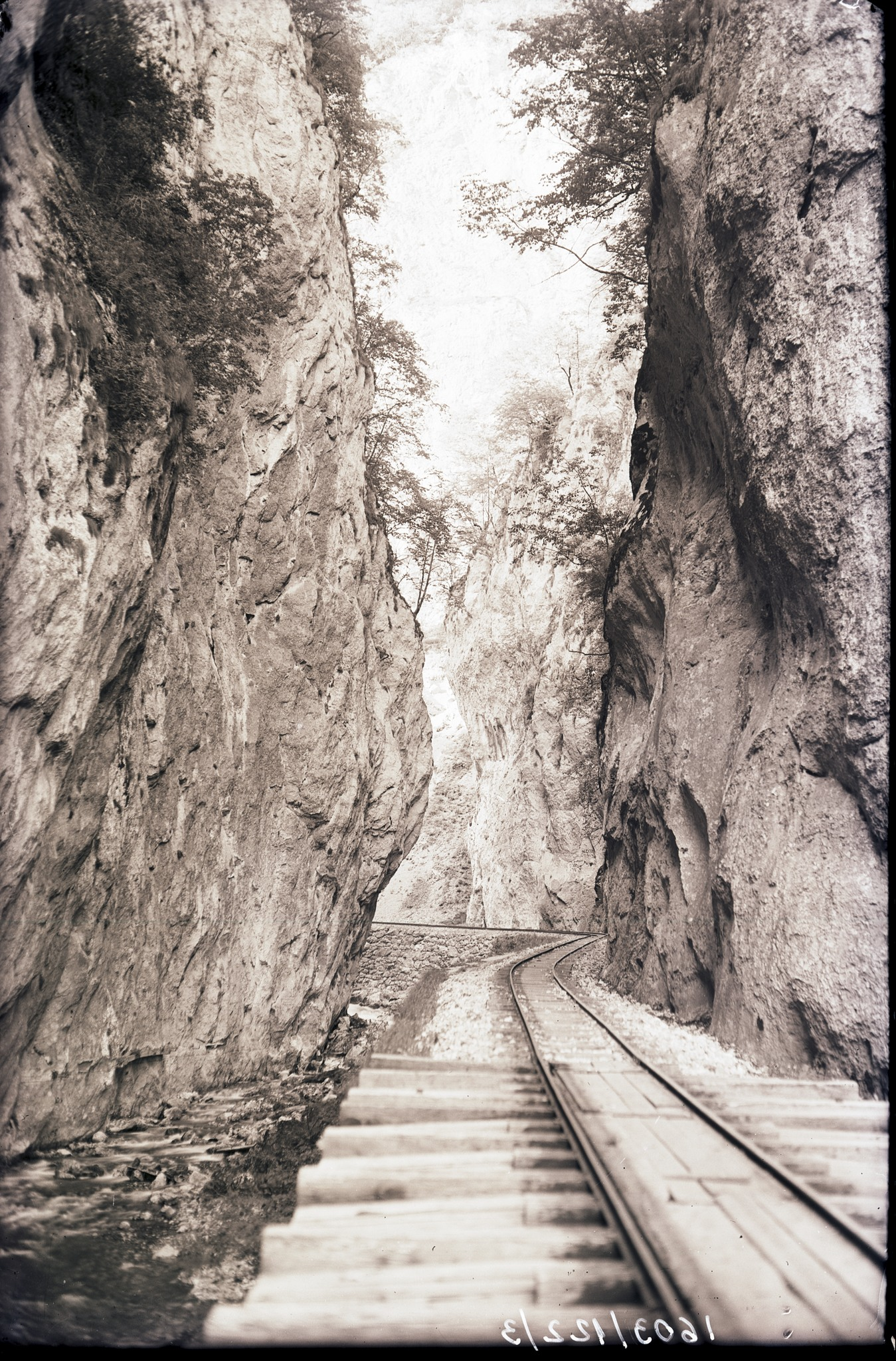
Waldbahn in der Bistrița-Schlucht, um 1930

Für den Holztransport wurde eine Waldbahn mit einer Spurweite von 760 mm in der Bistrița-Schlucht verlegt. Sie wurde später bis Băbeni verlängert. Beim Bau der Bahnlinie wurde ein Teil der Königin-Maria-Brücke am Eingang der Schlucht zerstört.
Als die Waldbahn stillgelegt wurde, wurde der Abschnitt Govora–Bistriţa nicht abgebaut, sondern der Sodafabrik Govora übergeben, die seitdem die 44 km lange Strecke als Werksbahn nutzt, um darauf ausschließlich Kalkstein vom Steinbruch in Bistriţa zur Sodafabrik in Govora zu transportieren.

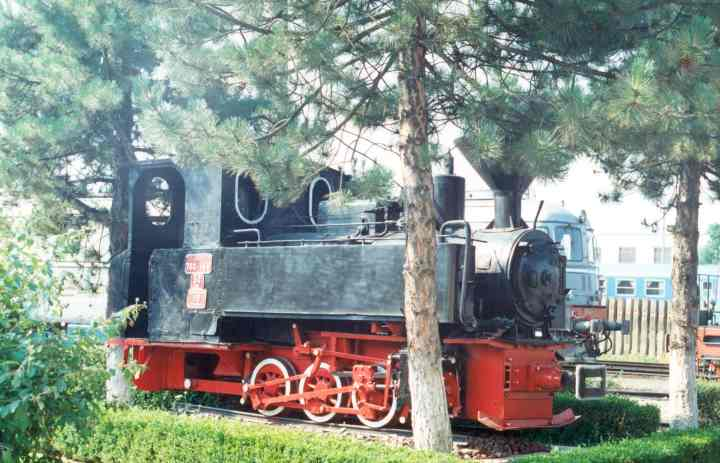
Waldbahn-Lok 763.148 (O&K Nr. 10542/1923), heute in Hermannstadt
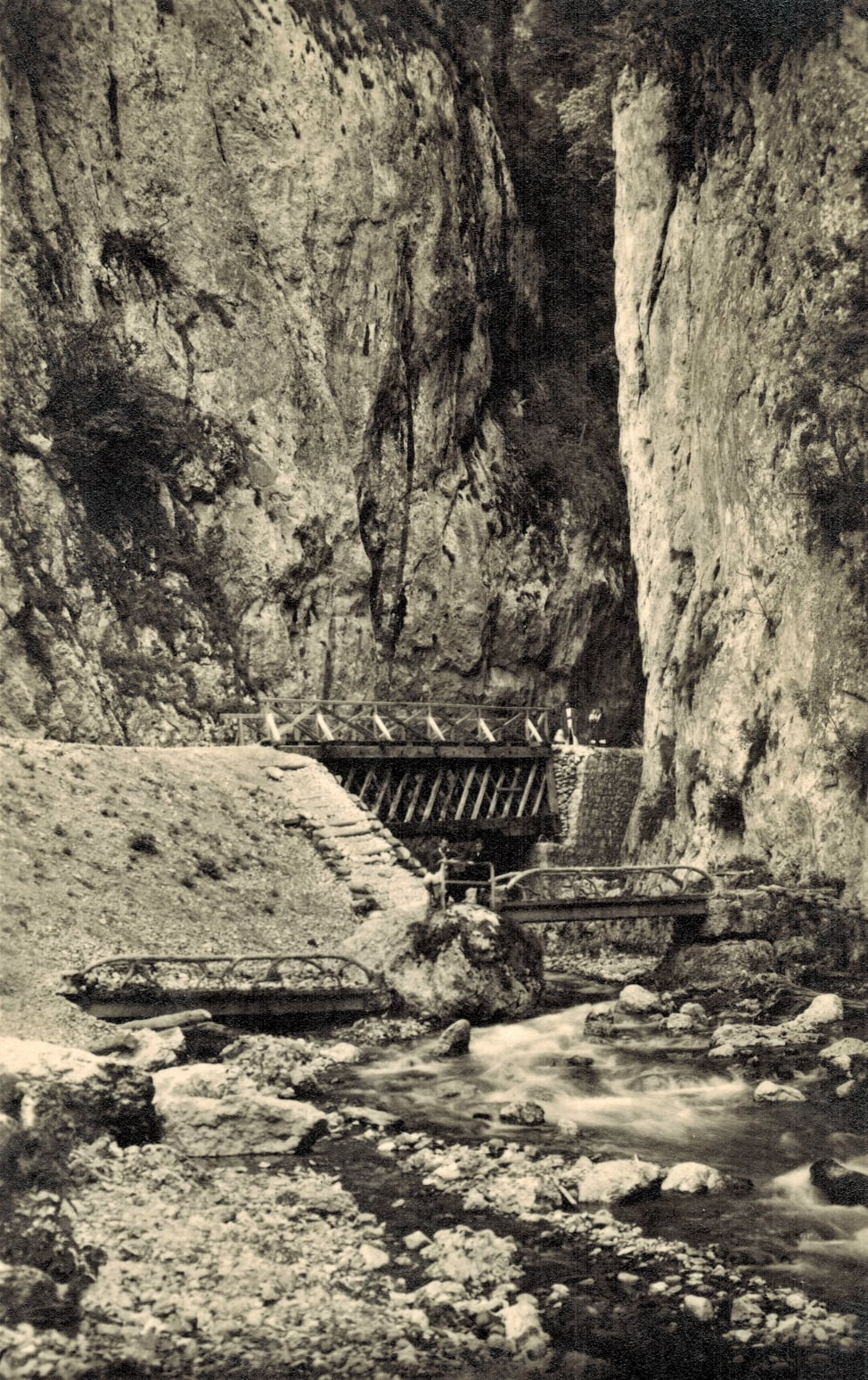
Königin-Maria-Brücke am Eingang der Bistrița-Schlucht